# Hypochrysops antiphon
Hypochrysops antiphon är en fjärilsart som beskrevs av Smith 1897. Hypochrysops antiphon ingår i släktet Hypochrysops och familjen juvelvingar. Inga underarter finns listade i Catalogue of Life.